# Juliann Faucette
Juliann Christine Faucette (San Diego, 25 novembre 1989) è una pallavolista statunitense, opposto della LOVB Austin.

## Caratteristiche tecniche
Gioca principalmente nel ruolo di opposto, ma può essere impiegata anche in quello di schiacciatrice.

## Carriera

### Club
La carriera pallavolistica di Juliann Faucette comincia nel 2004 quando entra a far parte delle squadra del Coast di San Diego. Dal 2007 al 2010 gioca per la squadra squadra universitaria della Texas. Nella stagione 2011-12 viene ingaggiata dalla squadra italiana del Robur Tiboni Urbino, nella Serie A1, mentre in quella successiva passa al Busto Arsizio col quale si aggiudica la Supercoppa italiana.
Nell'annata 2013-14 si trasferisce al Guangdong Hengda, nella Volleyball League A cinese, rientrando tuttavia in Europa nella stagione seguente, quando disputa la Ligue A francese per il RC Cannes, con cui vince lo scudetto. Nel campionato 2015-16 ritorna in Cina, questa volta difendendo i colori del Fujian; tuttavia già nel campionato seguente cambia ancora maglia, approdando al Guangdong, impegnato nel torneo di qualificazione alla Volleyball League A.
Nella stagione 2017-18 gioca nella V.Challenge League I giapponese con le Kurobe AquaFairies: al termine del campionato annuncia il proprio ritiro dall'attività agonistica.
Ritorna sui propri passi nella stagione 2020-21 quando viene annunciato il suo ingaggio da parte del Bergamo, grazie al quale ritorna a calcare i campi della massima serie italiana. Dopo un nuovo periodo di inattività, torna in campo in patria, dove prende parte alla prima edizione della League One Volleyball con la LOVB Austin, vincendo il titolo nazionale.

### Nazionale
Nel 2008 ottiene le prime convocazioni con la nazionale statunitense, con la quale partecipa alla Coppa panamericana 2008.
Nel 2014 con la selezione stelle e strisce si aggiudica la medaglia d'argento Coppa panamericana.

## Palmarès

### Club
- Campionato francese: 1

2014-15
- LOVB: 1

2025
- Supercoppa italiana: 1

2012

### Nazionale (competizioni minori)
- Montreux Volley Masters 2014
- Coppa panamericana 2014

### Premi individuali
- 2007 - National Freshman of the Year
- 2007 - All-America First Team
- 2009 - All-America Third Team
- 2009 - NCAA Division I: Omaha regional All-Tournament Team
- 2009 - NCAA Division I: Tampa national All-Tournament Team
- 2010 - All-America First Team
- 2010 - NCAA Division I: Austin regional MVP
- 2010 - NCAA Division I: Kansas City national All-Tournament Team